# Urszula Jaros
Urszula Jaros, z d. Majkut (ur. 20 lutego 1956 w Gródku) – polska lekkoatletka, sprinterka i skoczkini w dal, reprezentantka Polski, medalistka mistrzostw Polski.

## Kariera sportowa
Była zawodniczką AZS Lublin i Górnika Zabrze.
Reprezentowała Polskę na mistrzostwach Europy w 1986, zajmując 6. miejsce w sztafecie 4 x 100 metrów, z czasem 43,54 (z Joanną Smolarek, Jolantą Janotą i Ewą Kasprzyk) oraz w finale A Pucharu Europy w 1983 (6. miejsce w skoku w dal, z wynikiem 6,26) i 1989 (5. miejsce w sztafecie 4 x 100 m, z wynikiem 44,12).
Na mistrzostwach Polski seniorek na otwartym stadionie zdobyła sześć medali, w tym cztery srebrne (na 100 m w 1985, na 200 m w 1983 i 1989, w skoku w dal w 1983) i dwa brązowe (na 100 m w 1986 i w sztafecie 4 x 400 m w 1985). Na halowych mistrzostwach Polski seniorów wywalczyła cztery medale, w tym dwa srebrne na 200 m, w 1988 i 1989, brązowy ma 60 m w 1989 i brązowy na 200 m w 1985.
Jej mąż Marek Jaros i syn Andrzej Jaros również są lekkoatletami. 
Rekordy życiowe:
- 100 m – 11,20 (27.06.1986)
- 200 m – 23,00 (08.06.1986)
- 400 m – 54,05 (24.06.1985)
- skok w dal – 6,41 (18.06.1983)